# Molophilus pugiunculus
Molophilus pugiunculus är en tvåvingeart som beskrevs av Alexander 1969. Molophilus pugiunculus ingår i släktet Molophilus och familjen småharkrankar. Inga underarter finns listade i Catalogue of Life.